# アルカジー・バブチェンコ
アルカジー・アルカジエヴィチ・バブチェンコ（ロシア語: Аркадий Аркадьевич Бабченко、1977年3月18日 - ）は、ロシアのジャーナリスト、戦場特派員、編集者。アルカディー・バブチェンコ、アルカディ・バブチェンコと表記されることもある。

## 来歴
兵役中の1995年に第19自動車化狙撃師団隷下の第429自動車化狙撃連隊の通信兵として第一次チェチェン紛争に参加した。
ウクライナ東部紛争やシリア内戦をめぐってウラジーミル・プーチン政権を非難していた。2017年2月、自身や家族を脅迫されたとして、ロシアを出国、プラハ、イスラエルを経て、2017年8月からキエフに滞在。2018年5月29日、ウクライナ内務省は彼が何者かによって射殺されたと発表した。翌5月30日、記者会見場にバブチェンコが登場、同席したウクライナ治安当局幹部は、射殺発表はロシアの関係機関による彼の暗殺計画を防ぐために流した偽情報であり、容疑者を拘束した、と発表した。